# ميغيل ناجدورف
ميغيل ناجدورف (ولد قرب وارسو، بولندا في 15 نيسان 1910- وتوفي في ملقا، إسبانيا في 4 حزيران 1997) بولندي المولد أرجنتيني الجنسية لاعب شطرنج حاصل على لقب الأستاذ الكبير، ومشهور لتكتيكه المعروف بصقلية ناجدورف. عندما كان ناجدروف في عمر ال20 صار بطلاً لبولندا. ولعب لها في أولمبياد الشطرنج في 1935 و1937 و1939.
عندما كان ناجدورف يمثل بلاده في أولمبياد 1939 بدأت الحرب العالمية الثانية فقرر ان لايعود لبلده بولندا. فأخذ الجنسية الأرجنتينية عام 1944. فاز ناجدروف ببطولة الأرجنتين ثمانية مرات (1949، 1951، 1952، 1955، 1960، 1964، 1967، 1975).

## روابط خارجية
- ميغيل ناجدورف على موقع مباريات الشطرنج (الإنجليزية)
- ميغيل ناجدورف على موقع 365Chess.com (الإنجليزية)
- ميغيل ناجدورف على موقع Chesstempo.com (الإنجليزية)
- ميغيل ناجدورف سجل أولمبياد الشطرنج على موقع OlimpBase.org (الإنجليزية)